# Giulietta Simionato
Giulietta Simionato, all'anagrafe Giulia Simionato (Forlì, 12 maggio 1910 – Roma, 5 maggio 2010), è stata un mezzosoprano italiano.

## Biografia
Da ragazza studia in un collegio di suore che ne intuiscono le qualità e la invitano a studiare canto, ma incontra l'opposizione della famiglia, soprattutto della madre. Dopo la morte di quest'ultima, studia canto prima a Rovigo, poi a Padova. Il debutto è nel 1927 con la commedia musicale Nina, non far la stupida. L'anno successivo esordisce nell'opera a Montagnana. Nel 1933 vince a Firenze il primo "Concorso di belcanto" su 385 concorrenti ed ottiene un'audizione al Teatro alla Scala. L'esito è positivo, ma il direttore artistico Fabbroni trova la sua voce ancora immatura e la invita a tornare qualche anno più tardi. Due anni dopo viene messa sotto contratto, ma destinata unicamente a ruoli minori, sembra perché non sostenuta dal regime fascista, così che la carriera stenta a decollare.
Solo nel 1947 giunge il primo ruolo da protagonista in Mignon, prima al Teatro Carlo Felice di Genova e poi alla Scala, che le varrà un articolo elogiativo di Eugenio Gara: Laurea a Giulietta. Nel 1948 viene chiamata ancora alla Scala da Arturo Toscanini per il concerto commemorativo di Arrigo Boito. Da quel momento la carriera ha una svolta e la Simionato inizia a salire sui palcoscenici di tutto il mondo; piuttosto tardivo sarà il debutto al Metropolitan Opera nel 1959.
Una voce molto estesa e notevoli qualità drammatiche la rendono adatta a un gran numero di ruoli; fra i principali Carmen, Leonora, Isabella, Cenerentola, Rosina, Azucena, Eboli, Amneris, Adalgisa, Santuzza, Principessa di Bouillon. Importante è anche la partecipazione alla riscoperta di partiture che rischiavano di cadere nell'oblio: Gli Orazi e i Curiazi di Domenico Cimarosa, Il Conte Ory e Tancredi di Rossini, Anna Bolena di Donizetti, Gli ugonotti di Meyerbeer.
Dà l'addio al palcoscenico nel 1966 nella piccola parte di Servilia in La clemenza di Tito alla Piccola Scala, ritirandosi a vita privata. In una intervista del 2004 sostiene di aver interpretato 107 ruoli operistici in 39 anni di carriera. Dopo il ritiro dalle scene è attiva come insegnante e talent-scout.
Già sposata col violinista italo-svizzero Renato Carenzio e divorziata, nel 1965 sposa il noto clinico Cesare Frugoni, vedovo. Rimasta vedova nel 1978, nel 1979 contrae il suo terzo matrimonio con l'industriale farmaceutico Florio De Angeli. Nel 1980 diventa cognata dell'attrice Valentina Cortese, sposatasi con il fratello di De Angeli. Nuovamente vedova dal 1996, muore nella sua casa romana sette giorni prima del centesimo compleanno. È sepolta nel Cimitero Laurentino alle porte di Roma.

## Vocalità e personalità interpretativa

Stagione lirica 1961-1962, Teatro alla Scala, Orfeo ed Euridice. Giulietta Simionato, a destra, con Elena Mazzoni.

Dotata di una voce di bel timbro e notevole volume, dalla grande estensione (dal sol grave al re bemolle sovracuto) e sorretta da un'ottima preparazione tecnica, si è distinta per il fraseggio accurato e l'aderenza stilistica.
Celebre anche per i suoi acuti saldi e penetranti, si considerava un soprano Falcon. La voce era infatti di colore più chiaro rispetto a quello tradizionale del mezzosoprano ed era in grado di affrontare ruoli di soprano centrale senza ricorrere a trasporti di tono. John Ardoin in L'eredità Callas (1997) fa notare che nell'edizione  scaligera di Norma del 1955 la Simionato non opera alcuna alterazione della scrittura vocale; la stessa osservazione vale per Giovanna Seymour in Anna Bolena, dove si unisce alla Callas in un do sovracuto tenuto, e per Valentine in Gli ugonotti.
Negli anni cinquanta contribuì alla rivalutazione del repertorio rossiniano, pur senza rigore filologico, eseguendo la musica "come scritta" e con un'impostazione del suono più corretta.

## Repertorio
| Ruolo                   | Titolo                   | Autore      |
| ----------------------- | ------------------------ | ----------- |
| Romeo Montecchi         | I Capuleti e i Montecchi | Bellini     |
| Adalgisa                | Norma                    | Bellini     |
| Margherita              | La dannazione di Faust   | Berlioz     |
| Didone                  | I Troiani                | Berlioz     |
| Carmen                  | Carmen                   | Bizet       |
| Rubria                  | Nerone                   | Boito       |
| Neris                   | Medea                    | Cherubini   |
| Rosa Mamai              | L'Arlesiana              | Cilea       |
| Principessa di Bouillon | Adriana Lecouvreur       | Cilea       |
| Fidalma                 | Il matrimonio segreto    | Cimarosa    |
| Curiazio                | Gli Orazi e i Curiazi    | Cimarosa    |
| Regina Pirene           | Atlantida                | de Falla    |
| Giovanna Seymour        | Anna Bolena              | Donizetti   |
| Leonora di Guzman       | La favorita              | Donizetti   |
| Contessa di Coigny      | Andrea Chénier           | Giordano    |
| Orfeo                   | Orfeo ed Euridice        | Gluck       |
| Ifigenia                | Ifigenia in Aulide       | Gluck       |
| Mamma Lucia Santuzza    | Cavalleria rusticana     | Mascagni    |
| Zanetto                 | Zanetto                  | Mascagni    |
| Carlotta                | Werther                  | Massenet    |
| Dulcinea                | Don Chisciotte           | Massenet    |
| Valentina               | Gli ugonotti             | Meyerbeer   |
| Cherubino               | Le nozze di Figaro       | Mozart      |
| Dorabella               | Così fan tutte           | Mozart      |
| Servilia                | La clemenza di Tito      | Mozart      |
| Marina                  | Boris Godunov            | Musorgskij  |
| Marfa                   | Chovanščina              | Musorgskij  |
| Laura Adorno            | La Gioconda              | Ponchielli  |
| La zia principessa      | Suor Angelica            | Puccini     |
| Didone                  | Didone ed Enea           | Purcell     |
| Clarice                 | La pietra del paragone   | Rossini     |
| Tancredi                | Tancredi                 | Rossini     |
| Isabella                | L'italiana in Algeri     | Rossini     |
| Rosina                  | Il barbiere di Siviglia  | Rossini     |
| Angelina                | La Cenerentola           | Rossini     |
| Arsace                  | Semiramide               | Rossini     |
| Sinaide                 | Mosè                     | Rossini     |
| Isoliero                | Il Conte Ory             | Rossini     |
| Dalila                  | Sansone e Dalila         | Saint-Saëns |
| Mignon                  | Mignon                   | Thomas      |
| Fenena                  | Nabucco                  | Verdi       |
| Maddalena               | Rigoletto                | Verdi       |
| Azucena                 | Il trovatore             | Verdi       |
| Ulrica                  | Un ballo in maschera     | Verdi       |
| Preziosilla             | La forza del destino     | Verdi       |
| Principessa Eboli       | Don Carlo                | Verdi       |
| Amneris                 | Aida                     | Verdi       |
| Mrs Quickly             | Falstaff                 | Verdi       |
| Annetta                 | Il franco cacciatore     | Weber       |

## Discografia

### Incisioni in studio
- Cavalleria rusticana (Mamma Lucia), con Beniamino Gigli, Lina Bruna Rasa, Gino Bechi, dir. Pietro Mascagni - EMI 1940
- Andrea Chénier (Contessa di Coigny), con Beniamino Gigli, Maria Caniglia, Gino Bechi, dir. Oliviero De Fabritiis - EMI 1941
- La Cenerentola, con Cesare Valletti, Saturno Meletti, Cristiano Dalamangas, dir. Mario Rossi - Cetra 1949
- Il matrimonio segreto, con Cesare Valletti, Alda Noni, Sesto Bruscantini, Antonio Cassinelli, dir. Manno Wolf-Ferrari - Cetra 1950
- Il barbiere di Siviglia, con Giuseppe Taddei, Luigi Infantino, Carlo Badioli, Antonio Cassinelli, dir. Fernando Previtali - Cetra 1950
- Aida, con Caterina Mancini, Mario Filippeschi, Rolando Panerai, Giulio Neri, dir. Vittorio Gui - Cetra 1951
- Cavalleria rusticana, con Achille Braschi, Carlo Tagliabue, dir. Arturo Basile - Cetra 1952
- L'italiana in Algeri, con Cesare Valletti, Mario Petri, Marcello Cortis, Graziella Sciutti, dir. Carlo Maria Giulini - EMI 1954
- Rigoletto, con Aldo Protti, Hilde Güden, Mario Del Monaco, Cesare Siepi, dir. Alberto Erede - Decca 1954
- La favorita, con Gianni Poggi, Ettore Bastianini, Jerome Hines, dir. Alberto Erede - Decca 1955
- La forza del destino, con Renata Tebaldi, Mario del Monaco, Ettore Bastianini, Cesare Siepi, dir. Francesco Molinari Pradelli - Decca 1955
- Il trovatore, con Mario Del Monaco, Renata Tebaldi, Ugo Savarese, Giorgio Tozzi, dir. Alberto Erede - Decca 1956
- Il barbiere di Siviglia, con Ettore Bastianini, Alvino Misciano, Fernando Corena, Cesare Siepi, dir. Alberto Erede - Decca 1956
- La Gioconda, con Anita Cerquetti, Mario Del Monaco, Ettore Bastianini, Cesare Siepi, dir. Gianandrea Gavazzeni - Decca 1957
- Aida, con Renata Tebaldi, Carlo Bergonzi, Cornell MacNeil, Arnold Van Mill, dir. Herbert von Karajan - Decca 1959
- Cavalleria rusticana, con Mario del Monaco, Cornell MacNeil, dir. Tullio Serafin - Decca 1960
- Un ballo in maschera, con Carlo Bergonzi, Birgit Nilsson, Cornell MacNeil, dir, Georg Solti - Decca 1960-61
- Adriana Lecouvreur, con Renata Tebaldi, Mario Del Monaco, Giulio Fioravanti, dir. Franco Capuana - Decca 1961
- Suor Angelica, con Renata Tebaldi, Lucia Danieli, dir. Lamberto Gardelli - Decca 1962
- Falstaff, con Geraint Evans, Ilva Ligabue, Robert Merrill, Rosalind Elias, Mirella Freni, Alfredo Kraus, dir. Georg Solti - RCA 1963
- La Cenerentola, con Sesto Bruscantini, Ugo Benelli, Paolo Montarsolo, dir. Oliviero De Fabritiis - Decca 1963
- Il trovatore, con Franco Corelli, Gabriella Tucci, Robert Merrill, Ferruccio Mazzoli, dir. Thomas Schippers - EMI 1964

### Registrazioni dal vivo
- Un ballo in maschera, con Mario Del Monaco, Carla Castellani, Piero Biasini, dir. Nino Sanzogno - Ginevra 1946 ed. Bongiovanni/Myto
- Mignon (in ital.), con Giuseppe Di Stefano, Cesare Siepi, dir. Guido Picco - Città del Messico 1949 ed. Première Opera/legato Classics
- Werther (in ital.), con Giuseppe Di Stefano, Eugenia Roccabruna, Fausto del Prado, dir. Renato Cellini - Mexico City 1949 ed. GOP/IDIS
- La Favorita, con Giuseppe Di Stefano, Enzo Mascherini, Cesare Siepi, dir. Renato Cellini - Mexico City 1949 ed. Myto/SRO
- Il barbiere di Siviglia, con Enzo Mascherini, Giuseppe Di Stefano, Cesare Siepi, Gerhard Pechner, dir. Renato Cellini - Mexico City 1949 ed. IDIS
- Norma, con Maria Callas, Kurt Baum, Nicola Moscona, dir. Guido Picco - Mexico City 1950 ed. Myto/Melodram/Urania
- Aida, con Maria Callas, Kurt Baum, Robert Weede, Nicola Moscona, dir. Guido Picco - Mexico City 1950 ed. Eklipse/Archipel
- Werther (in ital.), con Ferruccio Tagliavini, Gino Orlandini, Dora Gatta, dir. Franco Capuana - La Scala 1951 ed. Myto/Bongiovanni
- Le nozze di Figaro (Cherubino), con Italo Tajo, Renata Tebaldi, Alda Noni, Scipio Colombo, dir. Ionel Perlea - Napoli 1954 ed. Hardy Classic
- Norma, con Maria Callas, Mario Del Monaco, Nicola Zaccaria, dir. Antonino Votto - La Scala 1955 ed. Myto/Arkadia/IDIS
- Carmen, con Giuseppe Di Stefano, Rosanna Carteri, Michel Roux, dir. Herbert von Karajan - La Scala 1955 ed. Myto/GOP/Walhall
- Cavalleria rusticana, con Giuseppe Di Stefano, Giangiacomo Guelfi, dir. Antonino Votto - La Scala 1955 ed. Myto/Opera D'Oro
- Aida, con Antonietta Stella, Giuseppe Di Stefano, Giangiacomo Guelfi, Nicola Zaccaria, dir. Antonino Votto - La Scala 1956 ed. Paragon/Legato/GOP
- Un ballo in maschera, con Maria Callas, Giuseppe Di Stefano, Ettore Bastianini, dir. Gianandrea Gavazzeni - La Scala 1957 ed. Melodram/Arkadia/EMI
- Anna Bolena, con Maria Callas, Gianni Raimondi, Nicola Rossi-Lemeni, dir. Gianandrea Gavazzeni - La Scala 1957 ed. Melodram/GOP/EMI
- Don Carlo, con Eugenio Fernandi, Cesare Siepi, Sena Jurinac, Ettore Bastianini, dir. Herbert von Karajan - Vienna 1958 ed. DG
- I Capuleti e i Montecchi, con Laurel Hurley, Richard Cassilly, Ezio Flagello, dir. Arnold Gamson - Carnegie Hall 1958 ed. MRF/Melodram
- Adriana Lecouvreur, con Magda Olivero, Franco Corelli, Ettore Bastianini, dir. Mario Rossi - Napoli 1959 ed. Melodram/House of Opera/Opera Lovers
- Carmen (in ital.), con Franco Corelli, Mirella Freni, Giangiacomo Guelfi, dir. Pierre Dervaux - Palermo 1959 ed. GOP
- Orfeo ed Euridice, con Sena Jurinac, Graziella Sciutti, dir. Herbert von Karajan - Salisburgo 1959 ed. Nuova Era/Memories/DG
- Cavalleria rusticana, con Jussi Björling, Walter Cassel, dir. Nino Verchi - Met 1959 ed. Lyric Distribution
- Il trovatore, con Carlo Bergonzi, Antonietta Stella, Ettore Bastianini, dir. Fausto Cleva - Met 1960 ed. Myto
- Don Carlo, con Richard Tucker, Boris Christov, Tito Gobbi, Margherita Roberti, dir. Antonino Votto - Chicago 1960 ed. GOP/Living Stage
- Aida, con Birgit Nilsson, Pier Miranda Ferraro, Cornell MacNeil, Nicolaj Ghiaurov, dir. Nino Sanzogno - La Scala 1960 ed. Charles Handelman
- I troiani, con Mario Del Monaco, Fiorenza Cossotto, Lino Puglisi, Agostino Ferrin, Nell Rankin, dir. Rafael Kubelík - La Scala 1960 ed. Paragon/VAI/Myto
- Medea, con Maria Callas, Jon Vickers, Nicolaj Ghiaurov, dir. Thomas Schippers - La Scala 1961 ed. Hunt/Opera D'Oro
- Gli ugonotti, con Joan Sutherland, Franco Corelli, Giorgio Tozzi, Nicolai Ghiaurov, dir. Gianandrea Gavazzeni - La Scala 1962 ed. Melodram/GOP/Nuova Era
- Il trovatore, con Franco Corelli, Leontyne Price, Ettore Bastianini, Nicola Zaccaria, dir. Herbert von Karajan - Salisburgo 1962 ed. Gala/Opera D'Oro/DG
- Il trovatore, con Gastone Limarilli, Antonietta Stella, Ettore Bastianini, Bruno Marangoni, dir. Oliviero De Fabritiis - Tokyo 1963 ed. Rodolphe
- Cavalleria rusticana, con Franco Corelli, Giangiacomo Guelfi, dir. Gianandrea Gavazzeni - La Scala 1963 ed. Myto/Opera D'Oro
- La Favorita, con Gianni Raimondi, Mario Zanasi, Nicola Zaccaria, dir. Fernando Previtali - Napoli 1963 ed. Bongiovanni/Hardy Classic
- Aida, con Galina Pavlovna Višnevskaja, Jon Vickers, Peter Glossop, dir. Bryan Balkwill - Londra 1964 ed. Opera Depot
- Sansone e Dalila, con Jon Vickers, Norman Mittelman, Justino Diaz, dir. Fausto Cleva - Met 1965 ed. Opera Lovers

## Video
- Le nozze di Figaro (Cherubino), con Giuseppe Taddei, Antonio Cassinelli, Orietta Moscucci, Alda Noni, dir. Vittorio Gui - dal vivo Tokyo 1956 ed. Gala
- Carmen (selez., in ital.), con Mario Del Monaco, Gabriella Tucci, Scipio Colombo, dir. Nino Verchi - dal vivo Tokyo 1959
- Cavalleria rusticana, con Angelo Lo Forese, Attilio D'Orazi, dir. Giuseppe Morelli - dal vivo Tokyo 1961 ed. VAI
- Aida, con Gabriella Tucci, Mario Del Monaco, Aldo Protti, Paolo Washington, dir. Franco Capuana - dal vivo Tokyo 1961 ed. VAI
- Aida (atti 1, 2, 3), con Leyla Gencer, Gastone Limarilli, Giangiacomo Guelfi, Bonaldo Giaiotti, dir. Tullio Serafin - dal vivo Verona 1963 ed. Charles Handelman
- Il trovatore, con Bruno Prevedi, Gwyneth Jones, Peter Glossop, dir. Carlo Maria Giulini, regia Luchino Visconti - dal vivo Londra 1964 ed. Opera Lovers